# Begaganlimo
Begaganlimo is een bestuurslaag in het regentschap Mojokerto van de provincie Oost-Java, Indonesië. Begaganlimo telt 536 inwoners (volkstelling 2010).